# Wiesław Johann
Wiesław Jerzy Johann (ur. 9 września 1939 w Oszmianie) – polski prawnik i dziennikarz, nauczyciel akademicki, sędzia Trybunału Konstytucyjnego w stanie spoczynku. W latach 2015–2024 członek Krajowej Rady Sądownictwa, w latach 2018–2022 jako wiceprzewodniczący.

## Życiorys
Syn Zbigniewa i Danuty. Jego ojciec był oficerem ludowego Wojska Polskiego i po 1945 był zatrudniony w „wojskowym wymiarze sprawiedliwości”.
Absolwent VI Liceum Ogólnokształcącego im. Tadeusza Reytana w Warszawie (1959). W 1964 ukończył studia na Wydziale Prawa i Administracji Uniwersytetu Warszawskiego. Podczas studiów należał do Zrzeszenia Studentów Polskich, a w latach 1965–1970 do Stronnictwa Demokratycznego. W 1964 rozpoczął pracę w prokuraturze powiatowej dla dzielnicy Warszawa-Śródmieście na stanowisku aplikanta, a następnie asesora, podprokuratora (1967) oraz kierownika działu (1968). Z prokuratury odszedł w kwietniu 1971, następnie był prawnikiem Zrzeszenia Prywatnych Wytwórców oraz radcą prawnym Stowarzyszenia Autorów ZAiKS (1971–1981). W 1973 podjął pracę jako dziennikarz w Polskim Radiu, gdzie był zatrudniony do 1981. 
Po wprowadzeniu stanu wojennego działał wciąż w „NSZZ Solidarność”, był doradcą Prymasowskiego Komitetu Pomocy Osobom Pozbawionym Wolności i ich Rodzinom, współrealizatorem podziemnej gazety dźwiękowej, autorem publikacji w prasie podziemnej (m.in. w „Tygodniku Mazowsze”), działaczem Komitetu Pomocy Aresztowanym i Duszpasterstwa Ludzi Pracy. Należał też do rady Stowarzyszenia Dziennikarzy Polskich. Od 1982 praktykował jako adwokat, był m.in. obrońcą w procesach politycznych. W latach 80. pracował w katolickim miesięczniku „Powściągliwość i Praca”, reprezentując redakcję w sporach z cenzurą. 
Od 1990 pełnił szereg funkcji publicznych, w tym pełnomocnika rządu ds. likwidacji Głównego Urzędu Kontroli Publikacji i Widowisk oraz przewodniczącego Komisji Rewizyjnej ds. Zwrotu Majątku Związków Zawodowych i Organizacji Społecznych.
W listopadzie 1997 Sejm z rekomendacji posłów AWS wybrał go w skład Trybunału Konstytucyjnego. Kadencję zakończył 1 grudnia 2006. Został także wykładowcą w Collegium Civitas.
W 2010 wszedł w skład komitetu poparcia Jarosława Kaczyńskiego w wyborach prezydenckich. Zasiadł w radzie Fundacji Reduta Dobrego Imienia – Polska Liga przeciw Zniesławieniom. 30 września 2015 prezydent Andrzej Duda powołał go na swojego przedstawiciela w Krajowej Radzie Sądownictwa. 4 sierpnia 2016 został powołany w skład Kapituły Orderu Odrodzenia Polski.
27 kwietnia 2018 został wybrany na wiceprzewodniczącego Krajowej Rady Sądownictwa. Pełniąc tę funkcję w trakcie kryzysu wokół Sądu Najwyższego w Polsce, uznał, że Małgorzata Gersdorf przestała być w 2018 pierwszym prezesem Sądu Najwyższego. 24 maja 2022 zrezygnował z pełnienia funkcji wiceprzewodniczącego  Krajowej Rady Sądownictwa. Decyzją prezydenta Andrzeja Dudy z dniem 25 stycznia 2024 w Krajowej Radzie Sądownictwa zastąpił go Maciej Krzyżanowski.
7 sierpnia 2021 został powołany w skład Kapituły Orderu Odrodzenia Polski na kolejną kadencję.
Jego żoną była Olga Johann (1942–2017), psycholog i samorządowiec.

## Odznaczenia i wyróżnienia
- Krzyż Komandorski z Gwiazdą Orderu Odrodzenia Polski (za wybitne zasługi w działalności na rzecz przemian demokratycznych w Polsce, za kształtowanie orzecznictwa konstytucyjnego oraz umacnianie zasad demokratycznego państwa prawa, 2008)[15]
- Tytuł honorowego obywatela miasta stołecznego Warszawy (2017)[16]
- Odznaka „Adwokatura Zasłużonym”[5]